# Ion Bogdan
Ion Bogdan (* 6. März 1915 in Bukarest; † 10. Juli 1992) war ein rumänischer Fußballspieler, -trainer und Rechtsanwalt. Er bestritt insgesamt 150 Partien in der höchsten rumänischen Fußballliga, der Divizia A, und nahm an der Fußball-Weltmeisterschaft 1938 teil.

## Karriere als Spieler
Im Alter von 13 Jahren begann Bogdan bei Unirea Tricolor Bukarest mit dem Fußballspielen. In der Saison 1933/34 rückte er in die erste Mannschaft auf und debütierte am 8. Oktober 1933 beim Auswärtssieg gegen România Cluj in der Divizia A. Erst in der Saison 1935/36 entwickelte er sich zum Stammspieler, verließ der Klub zum Saisonende aber und schloss sich dem Lokalrivalen Rapid Bukarest an. Im Gegensatz zu Unirea Tricolor besaß Rapid das Potenzial, um die rumänische Meisterschaft mitzuspielen. Bei Rapid entwickelte sich Bogdan zu einem torgefährlichen Angreifer und machte sich als Dribbelkünstler einen Namen. Im November 1937 verließ er Rapid, ohne seinen Verein darüber zu informieren, um sich auf die Suche nach einem Arbeitgeber in Frankreich zu machen. 1938 spielte er für kurze Zeit bei Red Star Paris, kehrte jedoch anschließend wieder zu Rapid Bukarest zurück. In der Saison 1940/41 wurde er gemeinsam mit Valeriu-Sony Niculescu Torschützenkönig mit 21 Toren. Ein Gewinn der Meisterschaft gelang ihm nie. Stattdessen gewann er mit Rapid in den Jahren 1937 bis 1942 den rumänischen Pokal sechs Mal in Folge. Des Weiteren erzielte er 3 Tore in 9 Mitropapokal-Einsätzen.
Nach dem Zweiten Weltkrieg schloss sich Bogdan erneut Rapid Bukarest an, das mittlerweile unter dem Namen CFR Bukarest antrat. Im Herbst 1946 ging er allerdings ins Ausland und suchte beim ungarischen Verein MTK Budapest eine neue Herausforderung. Schon im Sommer 1947 ging er nach Italien zu AS Bari in die Serie A, wo er am 29. Februar 1948 beim Spiel gegen AS Rom zum ersten Mal zum Einsatz kam und seine aktive Laufbahn nach weiteren drei Meisterschaftsspielen im Juni 1948 beendete.

## Nationalmannschaft
Bogdan bestritt insgesamt 12 Spiele für die rumänische Fußballnationalmannschaft und erzielte dabei drei Tore. Sein Debüt feierte er am 8. Juli 1937 gegen Litauen, als er nach zehn Minuten für Grațian Sepi eingewechselt wurde und wenige Minuten später sein erstes Tor erzielte. Ein Jahr später berief ihn Nationaltrainer Constantin Rădulescu in sein Aufgebot für die Fußball-Weltmeisterschaft 1938 in Frankreich und setzte ihn im Wiederholungsspiel gegen Kuba ein.

## Karriere als Trainer
Bogdan kehrte im Jahr 1950 nach Rumänien zurück. Er widmete sich neben seinem Beruf als Rechtsanwalt auch der Trainertätigkeit. Unter anderem betreute er die unterklassigen Vereine Dunărea Giurgiu, Ospătari Bukarest und Semănătoarea Bukarest. Im März 1966 verließ Bogdan Rumänien in Richtung Libanon, wo er als Trainer Racing Beirut und Al-Shabiba Mazraa zu jeweils einem Meistertitel führte.

## Erfolge

### Als Spieler
- WM-Teilnehmer: 1938
- Rumänischer Pokalsieger: 1937, 1938, 1939, 1940, 1941, 1942
- Rumänischer Torschützenkönig: 1941

### Als Trainer
- Libanesischer Meister: 1967, 1970